# Накорчемный, Вячеслав Георгиевич
Вячесла́в Гео́ргиевич Накорче́мный (укр. Вячеслав Георгійович Накорчемний; род. 30 июня 1968) — украинский футболист, полузащитник.

## Карьера
В 1992 году провёл два матча в первом чемпионате независимой Украины, отыграв два матча за винницкую «Ниву». Далее играл в любительском клубе «Строитель» (Бровары) в первенстве ААФУ, параллельно выступая в мини-футбольной команде «Адамас». В 1994 году играл за «Славутич», в 1995 году выступал за «Систему-Борекс» из Бородянки. С 1997 по 1998 год играл в «Автозапчасти» из Баксана. Профессиональную футбольную карьеру завершил в 1998 году в киевской «Оболони», после чего выступал либо в любительских, либо в мини-футбольных командах Украины. С марта по июнь 2003 года на проходившем в Киеве «четвёртом чемпионате по футболу XXI ВЕК» в составе команды «Козырная Карта» стал победителем турнира.